# Kingston Lacy
Pour les articles homonymes, voir Kingston et Lacy.
Kingston Lacy est un château anglais et un domaine situés près de Wimborne Minster, dans le Dorset, en Angleterre, qui est maintenant détenu par le National Trust. Du XVIIe  jusqu'à la fin du XXe siècle, ce fut le siège familial de la famille Bankes, qui avait au préalable résidé à proximité du château de Corfe jusqu'à ce qu'il soit détruit lors de la première révolution anglaise, après que ses propriétaires d'alors John Bankes et Dame Mary soient restés fidèles à Charles Ier. Ils possédaient environ 3 200 hectares de la campagne du Dorset et de la côte situées tout près.
La maison a été construite entre 1663 et 1665 par Ralph Bankes, fils de Sir John Bankes, sur un projet de l'architecte Sir Roger Pratt. C'est un bâtiment rectangulaire à deux étages principaux, greniers et sous-sol, sur le modèle de Chevening dans le Kent. Les jardins et le parc ont été aménagés en même temps, y compris certains des spécimens d'arbres qui subsistent aujourd'hui. Divers ajouts et modifications ont été apportés à la maison au fil des ans et le domaine est resté la propriété de la famille Bankes du XVIIe à la fin du XXe siècle.
La maison a été désignée comme monument classé (Royaume-Uni) Grade I en 1958 et le parc et les jardins sont inclus dans le registre national des parcs et jardins historiques au Grade II. La maison a été léguée au National Trust en 1982 après la mort de Henry John Ralph Bankes, avec le château de Corfe. La maison et les jardins sont ouverts au public.

## Histoire

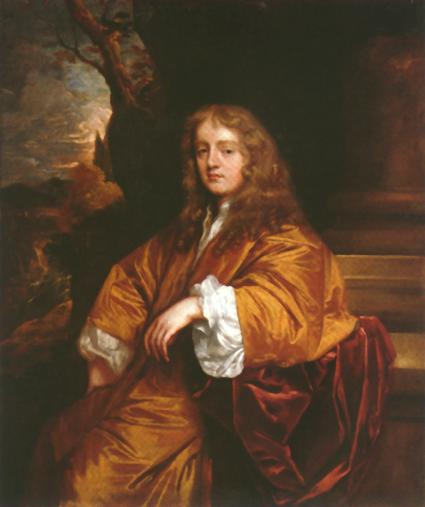
Sir Peter Lely, Portrait de Sir Ralph Bankes.

Le domaine de Kingston Lacy faisait à l'origine partie d'un domaine royal au sein du manoir de Wimborne. La maison d'origine se trouvait au nord de la maison actuelle. Elle a été construite à l'époque médiévale et a été utilisée comme pavillon de chasse en relation avec le parc aux daims au nord-ouest. Louée à ceux qui trouvaient grâce auprès du monarque, les locataires comprennent les de Lacy, comtes de Lincoln, dont le domaine tire son nom, qui le détenaient en plus des domaines de Shapwick (Dorset) et Blandford Forum. Au XVe siècle, la propriété est louée à Jean Beaufort (1er comte de Somerset), dont la fille, Lady Marguerite Beaufort (1443-1509), mère d'Henri VII (roi d'Angleterre), est élevée à Kingston Lacy.
En 1603, le roi Jacques VI et Ier donne les terres à Sir Charles Blount, 8e baron Mountjoy. En 1636, son fils vend le domaine au royaliste et avocat de Cumbria Sir John Bankes, qui a été nommé procureur général de Charles Ier en 1634. Sir John est né à Cumberland, mais grâce à ses vastes travaux juridiques, il a acquis des fonds suffisants pour acheter le domaine de Corfe. Pendant la première révolution anglaise, la famille Bankes reste fidèle à la couronne ; Sir John meurt à Oxford en décembre 1644, où le roi s'est retiré pour l'hiver.
Laissée à elle-même pendant deux sièges, sa femme, Mary Bankes, défend le château de Corfe, mais celui-ci tombe finalement aux mains des Têtes-Rondes. En mars 1645, le Parlement vote pour ignorer le château qui est laissé dans son état de ruine actuel. Bien que privée de son château, la famille Bankes possède quelque 8 000 acres ( Unité «  » inconnue du modèle {{Conversion}}.) de la campagne et du littoral environnants du Dorset. La maçonnerie du château détruit est utilisée par les villageois locaux pour reconstruire leurs propres résidences.
À la suite de la destruction du siège familial au château de Corfe, un nouveau site pour une maison est choisi sur le domaine de la famille Lacy par Sir John Bankes. La maison est finalement payée et terminée par son fils Ralph Bankes. La maison d'origine est conçue par Sir Roger Pratt et construite entre 1663 et 1665, avec des intérieurs influencés par Inigo Jones, mais réalisés par son successeur John Webb. Pendant de nombreuses années, on pensa que la maison avait été entièrement construite par Jones, tellement elle reflétait son style, jusqu'à la découverte des plans de Webb. Au cours des siècles suivants, la demeure sert de résidence de campagne à la famille Bankes. 
Sir Ralph meurt en 1677. Sa veuve loue la maison à James Butler, 1er duc d'Ormonde, de 1686 jusqu'à sa mort le 21 juillet 1688. John Bankes l'Ancien regagne la propriété en 1693 et, avec sa femme Margaret, fille de Sir Henry Parker de Honington Hall, achève la majeure partie du plan de développement original de son père. En 1772, la maison passe à son deuxième fils Henry qui la remodèle, construit une aile pour les domestiques et ferme le parc pour permettre une meilleure gestion agricole.
La mouvement des enclosures de 1784 permet à Henry Bankes le Jeune, petit-fils de Ralph Bankes, de créer la structure actuelle du domaine et du parc. Il démolit le hameau de Kingston qui était situé à côté de la loge du gardien du XVIe siècle, détourne la route de Blandford (maintenant la B3082) et convertit d'anciennes terres agricoles en parc. Il entreprend d'autres modifications mineures dans les années 1820, avant de devenir député du bourg pourri de Corfe. Il est administrateur du British Museum et son avocat parlementaire. Certaines de ses collections qui faisaient autrefois partie de la maison, se trouvent maintenant au musée. William Pitt le Jeune et le duc de Wellington séjournent dans la maison où Henry Bankes les reçoit.

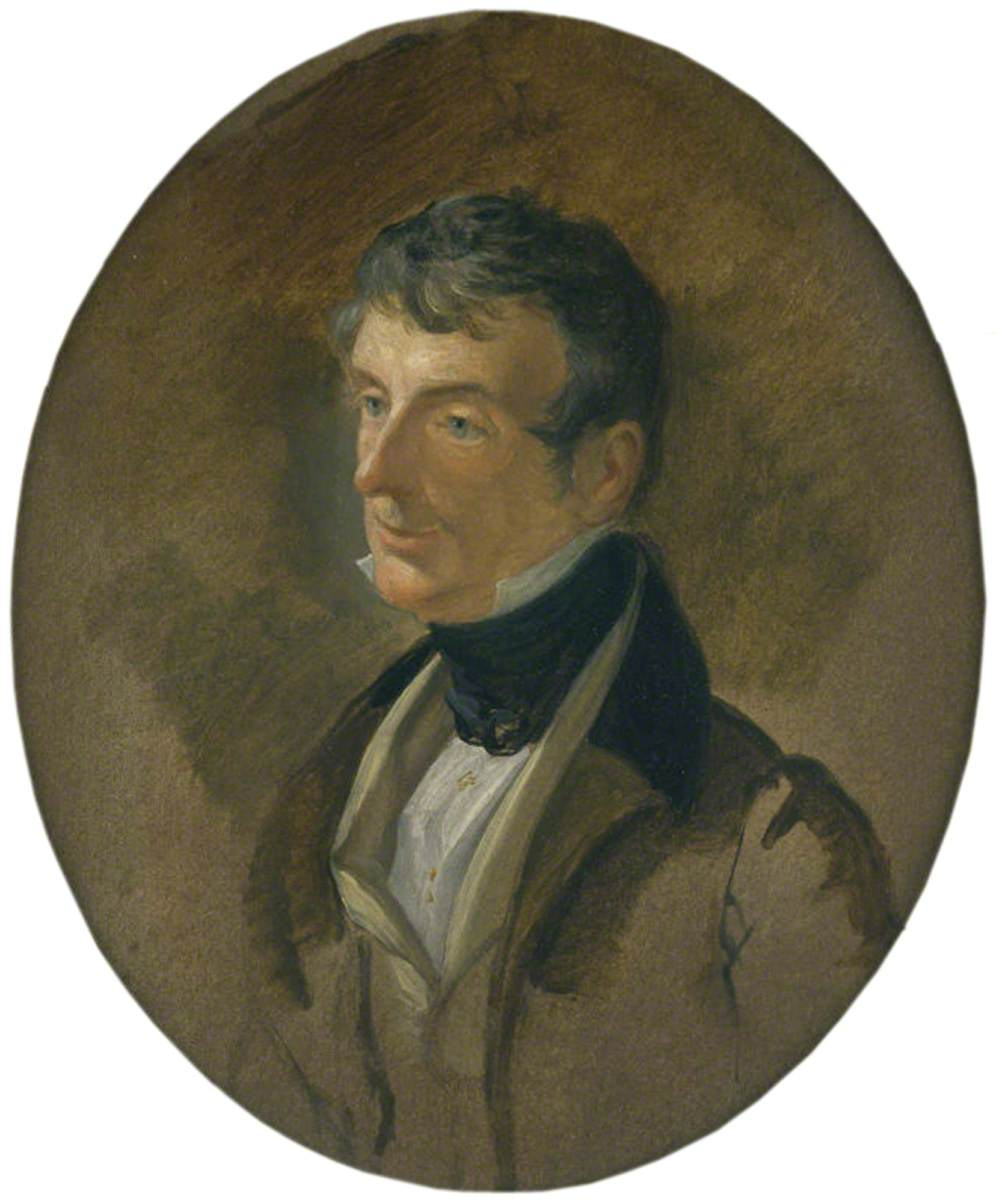
George Hayter, Portrait de William John Bankes, 1836.

Son fils, l'explorateur et aventurier William John Bankes, charge son ami sir Charles Barry de recouvrir la brique avec de la pierre de Chilmark et d'agrandir son autre propriété, Soughton Hall. Barry remodèle Kingston Lacy entre 1835 et 1838. Les travaux consistent aussi à ajouter une haute cheminée à chaque angle, à abaisser le niveau du sol d'un côté, faisant apparaître le niveau du sous-sol, et constituer une nouvelle entrée principale. Il plante des allées de hêtres le long de la route de Blandford, dont certaines survivent.
William Bankes rassemble la plupart des antiquités qui font actuellement partie des collections de la maison. Il voyage beaucoup au Moyen-Orient et en Extrême-Orient, réunissant les collections individuelles d'antiquités égyptiennes les plus importantes au monde dans le domaine familial, maintenant connu sous le nom de Kingston Lacy. La plus remarquable est le grand obélisque qu'il ramène, et qui se dresse bien en vue sur le terrain de la maison. À Gênes, en Italie, il acquiert également le Portrait de Maria Di Antonio Serra, peint par Pierre Paul Rubens, à l'occasion du mariage de celle-ci avec le duc Nicolò Pallavicini en 1606.  
Lorsqu'il fuit l'Angleterre pour l'Italie en 1841 pour sodomie, il donne la propriété à son frère George (1787–1856) pour empêcher sa confiscation. Cependant, il envoie des informations détaillées de Venise sur la conception de l’installation. Sa collection d'art demeure à Kingston Lacy, où ses notes et dessins sont restés pendant de nombreuses années dans un cabinet, inédits et oubliés.
Pendant l'absence de William John, le domaine est donc géré par son frère, qui en hérite à la mort de son ainé, juste un an avant la sienne en 1857. Son plus jeune petit-fils, Walter Ralph, hérite du domaine en 1869 ; plus tard, il épouse Henrietta et a un fils, Henry John Ralph Bankes. Après la mort de Walter en 1902, sa veuve entreprend les derniers développements majeurs du domaine, notamment la construction de l'église (1907), des nouveaux pavillons d'entrée (1912–1913) et des nombreux cottages du domaine. À l'époque édouardienne, la maison est un lieu de rencontre glamour qui voit Édouard VII comme invité. En 1923, le domaine passe à Ralph Bankes, l'arrière-petit-fils, remontant à la septième génération, du créateur initial Sir Ralph Bankes. Pendant la Seconde Guerre mondiale, un vaste campement militaire s'établit dans le quart sud-est du parc, qui n'est restauré qu'après que le National Trust en a pris possession. Ralph Bankes meurt en 1981 ; le domaine de Kingston Lacy, comprenant douze fermes en activité,  et le château de Corfe, sont légués au National Trust. Le don est formellement accepté le 19 août 1982, le plus grand legs qu'il ait jamais accepté,.
Kingston Lacy avait cependant un besoin urgent de restauration et il a fallu cinq ans aux restaurateurs du National Trust pour restaurer la maison dans son état d'environ 1900. La demeure est maintenant ouverte au public entre mars et octobre et est considérée comme un excellent exemple du travail du National Trust.

## Architecture

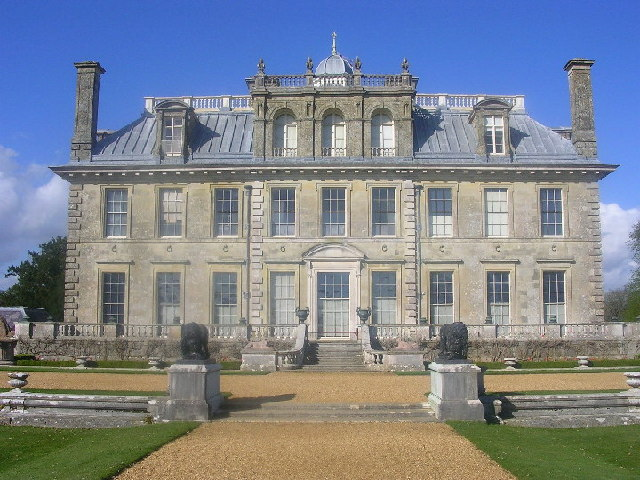
Façade sud.

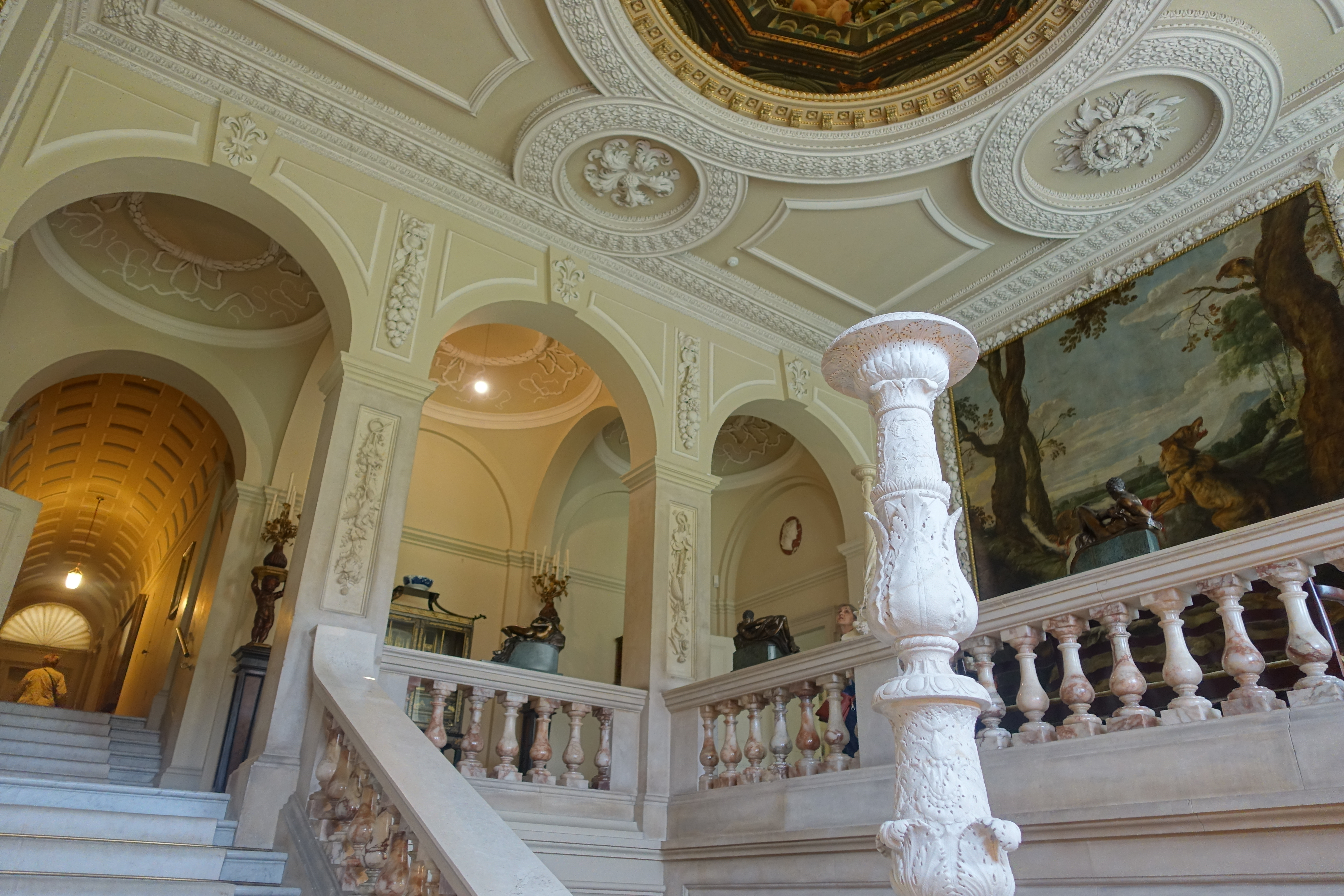
Grand escalier.

### Histoire
Après la Restauration Stuart en 1660, la famille Bankes retrouve ses propriétés. Plutôt que de reconstruire le château de Corfe, le fils aîné Ralph Bankes construit une demeure sur leur autre domaine du Dorset près de Wimborne Minster. En 1663, il charge Sir Roger Pratt de concevoir celle-ci, connue sous le nom de Kingston Hall, sur le site actuel, basée sur Clarendon House qu'il a visitée à plusieurs reprises. La construction commence la même année et s'achève en 1665.
La conception, comme l'autre grande demeure de campagne de Pratt, Horseheath Manor dans le Cambridgeshire, est très influencée par Chevening. Comme cette maison, le hall a deux étages, bien que le grand escalier ait été déplacé du centre de la maison. Le grand escalier et l'escalier de service sont situés symétriquement de chaque côté du hall, sur l’axe longitudinal principal de la maison.
Les plans originaux de Pratt ont été perdus, mais des notes détaillées sur ses intentions ont survécu. Sur chacun des deux étages principaux, il a placé des appartements identiques d'environ 20 pi (6 m) carré aux quatre coins, chacun avec deux cagibis carrées à leur extrémité extérieure de 10 pi (3 m). Cela permet une flexibilité dans l'utilisation des pièces. Deux des cagibis intérieurs abritent les escaliers des domestiques. Les deux extrémités de l'étage des appartements sont reliées par un balcon soutenu par des colonnes qui peuvent aussi avoir servi à soutenir le côté nord de la coupole.
Dans les années 1780, Henry Bankes le Jeune fait remodeler la demeure par l'architecte Robert Furze Brettingham. De 1835 à 1841, son fils William John Bankes fait réaménager la maison par Charles Barry dans le style d'un palais vénitien : les anciens murs de briques sont recouverts de pierre de Caen, la demeure reçoit un dôme, les balustrades et les cheminées d'angle caractéristiques. A l'intérieur, un magnifique escalier en marbre de Carrare est installé, qui mène par la loggia aux pièces de réception magnifiquement meublées.

### Description
Construite en briques rouges avec des parements en pierre de Chilmark et en pierre de Portland, la maison a un plan compact et rectangulaire ; elle compte deux étages principaux, plus un sous-sol et un grenier éclairé par des lucarnes. La façade sud présente huit fenêtres à la française au sous-sol et neuf fenêtres à guillotine au rez-de-chaussée et au premier étage. La travée avec trois fenêtres centrales est légèrement en avant et la fenêtre centrale du rez-de-chaussée est à fronton. Le toit en croupe recouvert de plomb a une partie centrale plate, entourée d'une balustrade avec une coupole s'élevant en son centre. Les trois lucarnes se trouvent dans une terrasse centrale à balustrade, avec une fenêtre extérieure de chaque côté. On accède à la maison par le nord par une porte cochère du milieu du XIXe siècle, tandis qu'au sud se trouve une terrasse dallée avec une balustrade s'étendant sur toute la largeur du bâtiment et de larges marches peu profondes menant aux pelouses. La façade est a une loggia à trois arcs avec accès au jardin, tandis qu'à l'ouest, l'accès mène au lavoir et  au jardin potager de la fin du XVIIIe siècle.
Les intérieurs ont été influencés par Inigo Jones, mais exécutés par son héritier John Webb, un fait confirmé plusieurs années plus tard lorsque le National Trust a découvert les plans de Webb lors de leur prise de contrôle officielle du domaine. Les intérieurs datent pour la plupart d'environ 1835. La bibliothèque et le salon conservent le remodelage de la fin du XVIIIe siècle.Le hall a un haut plafond avec une voûte en berceau peinte et la salle à manger a des murs lambrissés, des tapisseries et un plafond en plâtre décoré. La fresque du plafond de la bibliothèque, La séparation du jour et de la nuit, est l'œuvre du peintre de la Renaissance Guido Reni. L'escalier est en marbre blanc avec des balustres tournés et une frise en relief ; son plafond est attribué à Giorgione.
La maison est un monument classé (Royaume-Uni) Grade I, ayant été ainsi désigné le 18 mars 1955.
Plusieurs portes de pierre énormes sont situées aux entrées menant au domaine Lacy. 

## Collections

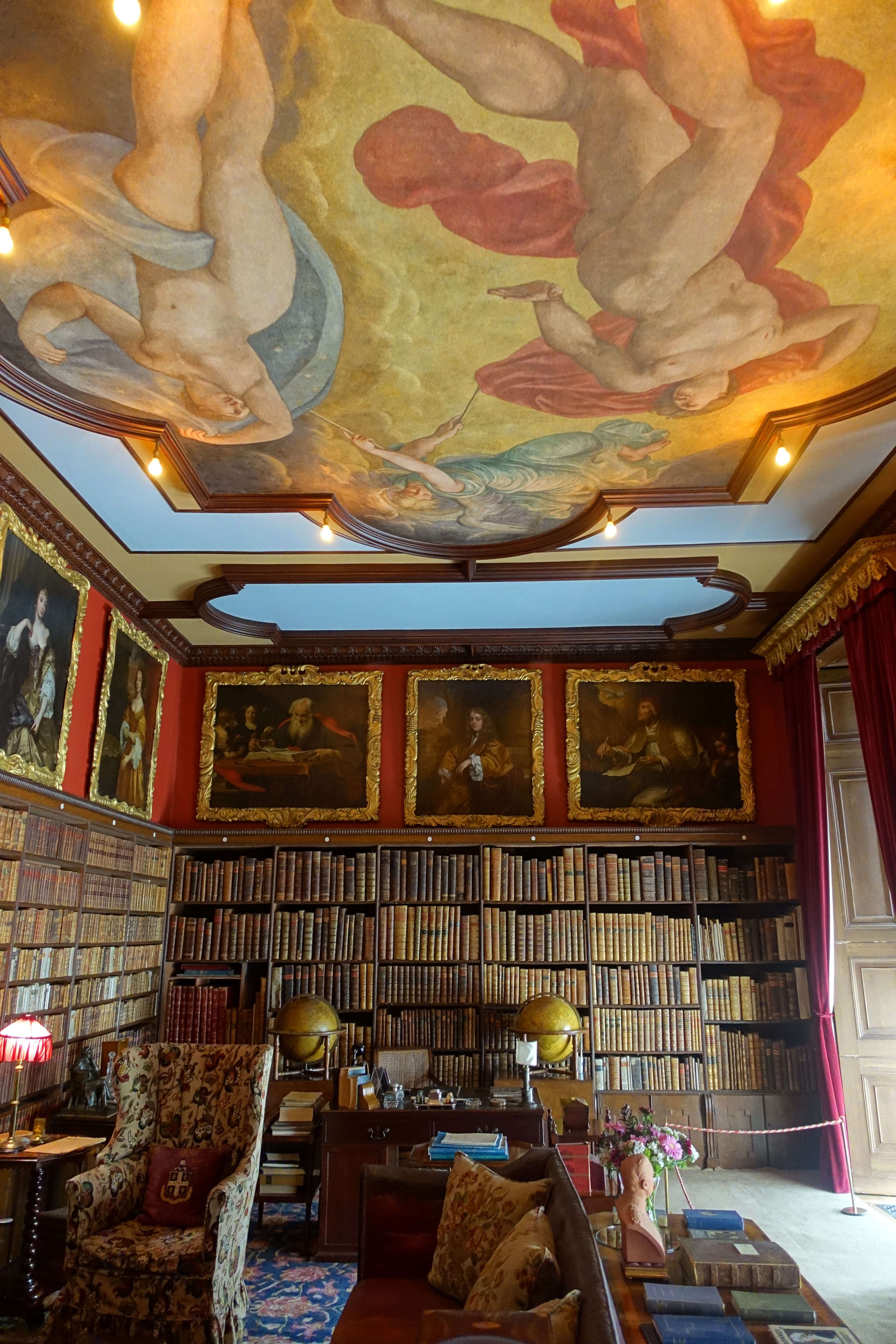
La bibliothèque.

La maison expose une importante collection d'œuvres d'art et d'antiquités élaborée par de nombreuses générations de la famille Bankes, le noyau ayant été assemblé par Sir Ralph Bankes à Gray's Inn avant la construction de la maison. L'une des salles, la salle espagnole, nommée ainsi en raison des peintures de Murillo qui y sont suspendues et conçue par William John Bankes pour sa collection de peintures espagnoles, a des murs couverts de cuir doré. Le plafond doré et le papier peint en cuir recouvert d'or proviennent de palais vénitiens . Elle a été récemment restaurée pour un coût de plusieurs centaines de milliers de livres sur une période de 5 ans. Parmi les autres œuvres d'art, figurent Le Jugement de Salomon de Sebastiano del Piombo et des œuvres de Diego Vélasquez, Antoine van Dyck, Titien, Francesco Piranesi et Jan Brueghel le Jeune,. Un Portrait de Nicolò Zen le Jeune par Titien a été découvert dans la collection en 2008. 
Le salon contient l'une des plus grandes collections de portraits de famille en Grande-Bretagne, dont certains remontant à plus de 400 ans. La salle est en outre meublée de peintures de Rubens, de meubles et de porcelaines de valeur.
Outre la salle espagnole, la bibliothèque est la pièce la plus intéressante, au mur de laquelle sont accrochées les énormes clés du château détruit de Corfe, restitué à Marie Bankes, après que cette dernière l'eût défendu pendant la guerre civile. La chambre d'apparat est particulièrement ornée et a accueilli des invités aussi importants que Guillaume II qui est resté avec la famille durant une semaine en 1907. L'escalier principal est magnifiquement sculpté dans la pierre et comporte trois immenses statues qui, de leur siège, dominent les jardins. Elles représentent Sir John Bankes et Lady Bankes, les défenseurs du château de Corfe, et leur protecteur, Charles Ier.
La salle égyptienne présente la collection d'antiquités de William John Bankes, qui comprend des chats en bronze et d'autres objets funéraires d'Égypte. La collection est la plus grande collection privée d'antiquités égyptiennes en Grande-Bretagne.

## Jardins
Le terrain entourant Kingston Lacy a été enregistré comme étant d'intérêt historique particulier dans le registre des parcs et jardins historiques en 1986. Située au centre du terrain 164 hectares, la demeure est dotée de 5 hectares de jardins à la française et de terrains d'agrément ; certains d'entre eux sont entourés de murs, tandis qu'une série de larges avenues rayonnent à travers le parc. Le site est en pente douce vers le sud-ouest ; il inclut Badbury Rings, une colline fortifiée de l'âge du fer ; l'intérieur du domaine fait partie de la voie romaine de Dorchester (Dorset) à Old Sarum.
Le domaine a deux entrées principales sur Blandford Road, chacune avec un pavillon et une passerelle ornée. Les larges allées se dirigent vers une aire de manœuvre pour les calèches près de la façade nord de la maison. Le parc est principalement constitué de pâturages avec des plantations informelles de spécimens d'arbres, conçues pour créer des vues agréables. Deux points d'eau sont situés au nord-est de la demeure.
L'ancien jardin à l'aménagement formel a été transformé en jardin à l'anglaise dans les années 1780. L'accès au manoir se fait par l'est par une allée de quatre kilomètres de plus de 700 vieux hêtres. Les arbres ont été plantés en 1835 et devront donc être remplacés sous peu. La maison elle-même est entourée d'un parc de huit hectares, qui se compose de vastes pelouses avec des arbres épars au nord et à l'est. Du côté est, un parterre a été créé en 1899 avec des statues représentant les quatre saisons. Derrière elle, une rangée de cèdres du Liban aménagée vers 1835 s'étire vers l'est. Un jardin de fougères en massifs surélevés date également de la même époque. Au sud de la maison s'étend une large pelouse bordée d'arbres, au centre de laquelle se trouve le jardin avec l'obélisque égyptien de Philæ datant du IIe siècle av. J.-C., érigé en 1827 sur ordre de William John Bankes

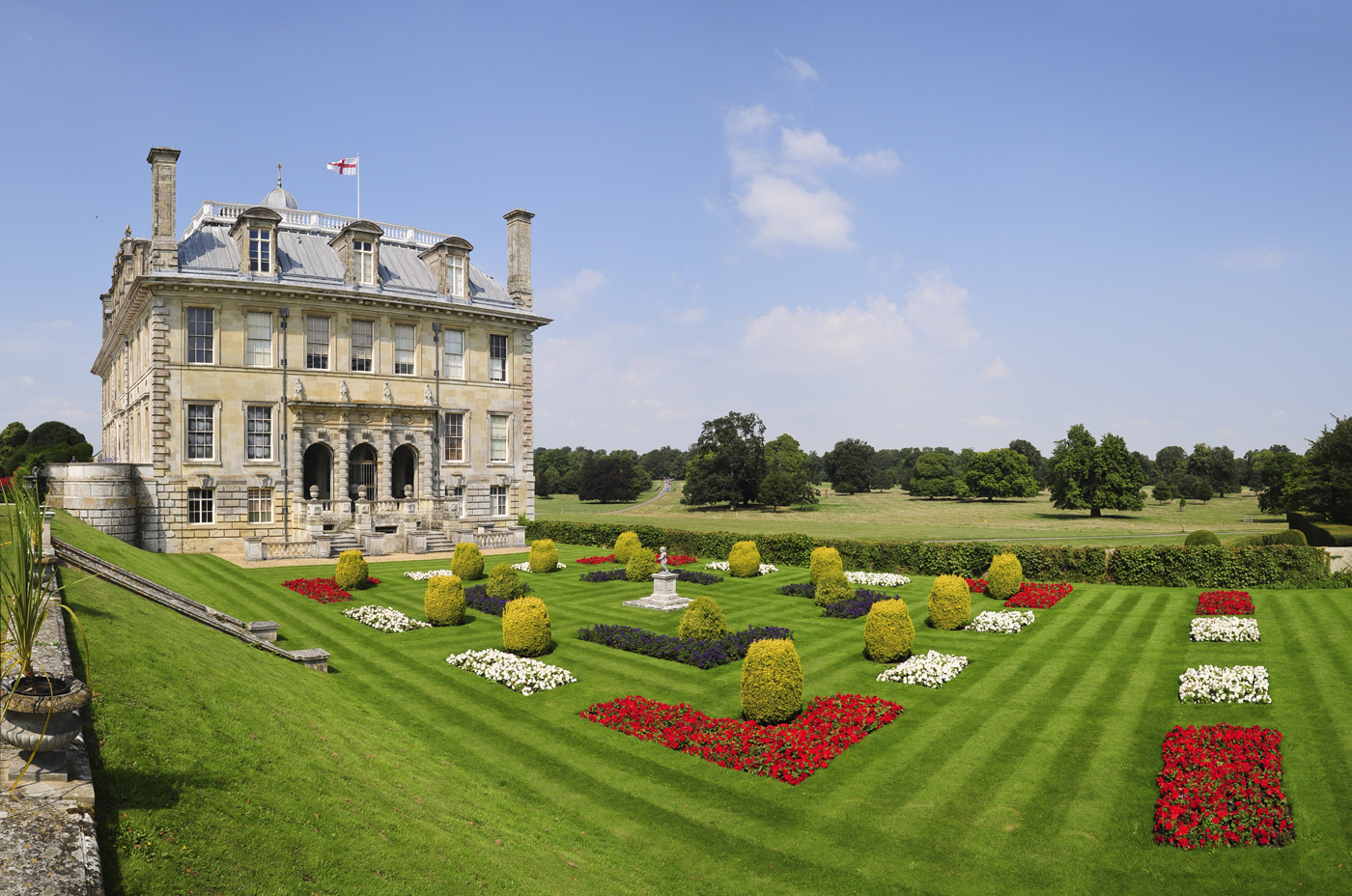
Kingston Lacy et ses jardins.
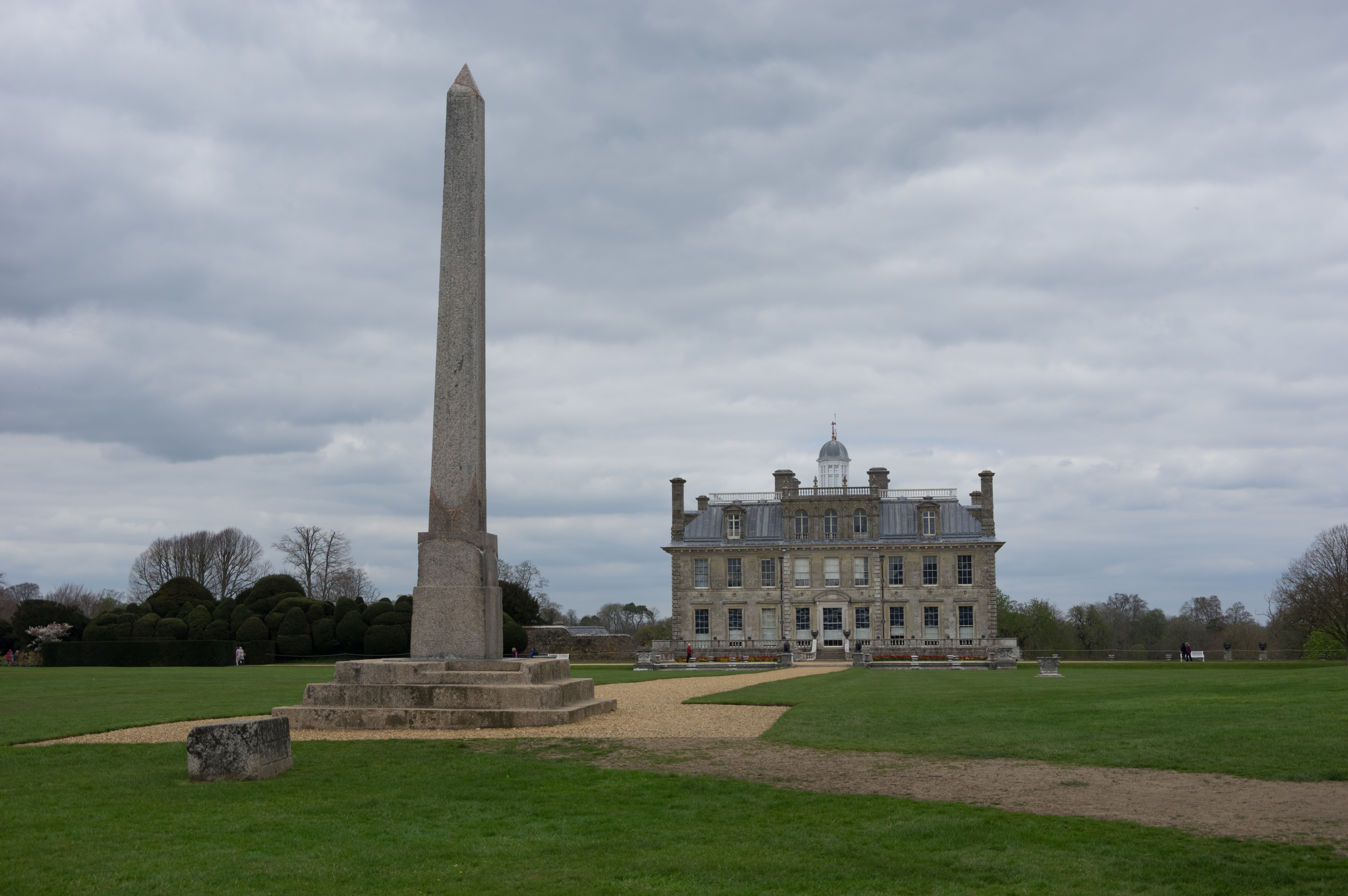
Obélisque.
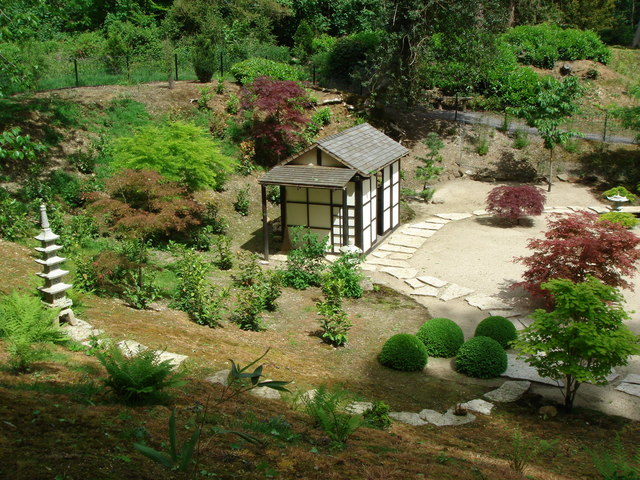
Jardin japonais.

La Cedar Walk et la Lime Walk, deux avenues majestueuses au sud de la maison, ainsi qu'une plantation connue sous le nom de Blind Wood, constituent des caractéristiques du lieu. Une terrasse borde la maison avec des urnes et des vases, qui donne sur une vaste pelouse. Les autres caractéristiques comprennent une fougère victorienne et un jardin en contrebas. Une roseraie avec une pelouse circulaire centrale se trouve à l'ouest de la demeure ; le potager est au sud du parc d'agrément, qui est maintenant une pépinière à objet commercial.
Le jardin japonais, aménagé au début du XXe siècle et situé au sud-est du jardin, a été récemment restauré. Cette restauration était l'un des plus grands projets de jardin du National Trust.
Partiellement délimité par un ha-ha au sud, le jardin se fond dans 3 200 hectares de pâturages et de parcs avec des fermes appartenant au domaine de Kingston Lacy. 
En 1905, Guillaume II (empereur allemand) a visité la propriété et a planté un cèdre. L'arbre voisin, planté par le roi Édouard VII en 1907, a été victime d'une tempête.
La maison et les jardins sont ouverts au public et ont reçu en 2019 environ 410 000 visiteurs.

## Galerie d'images

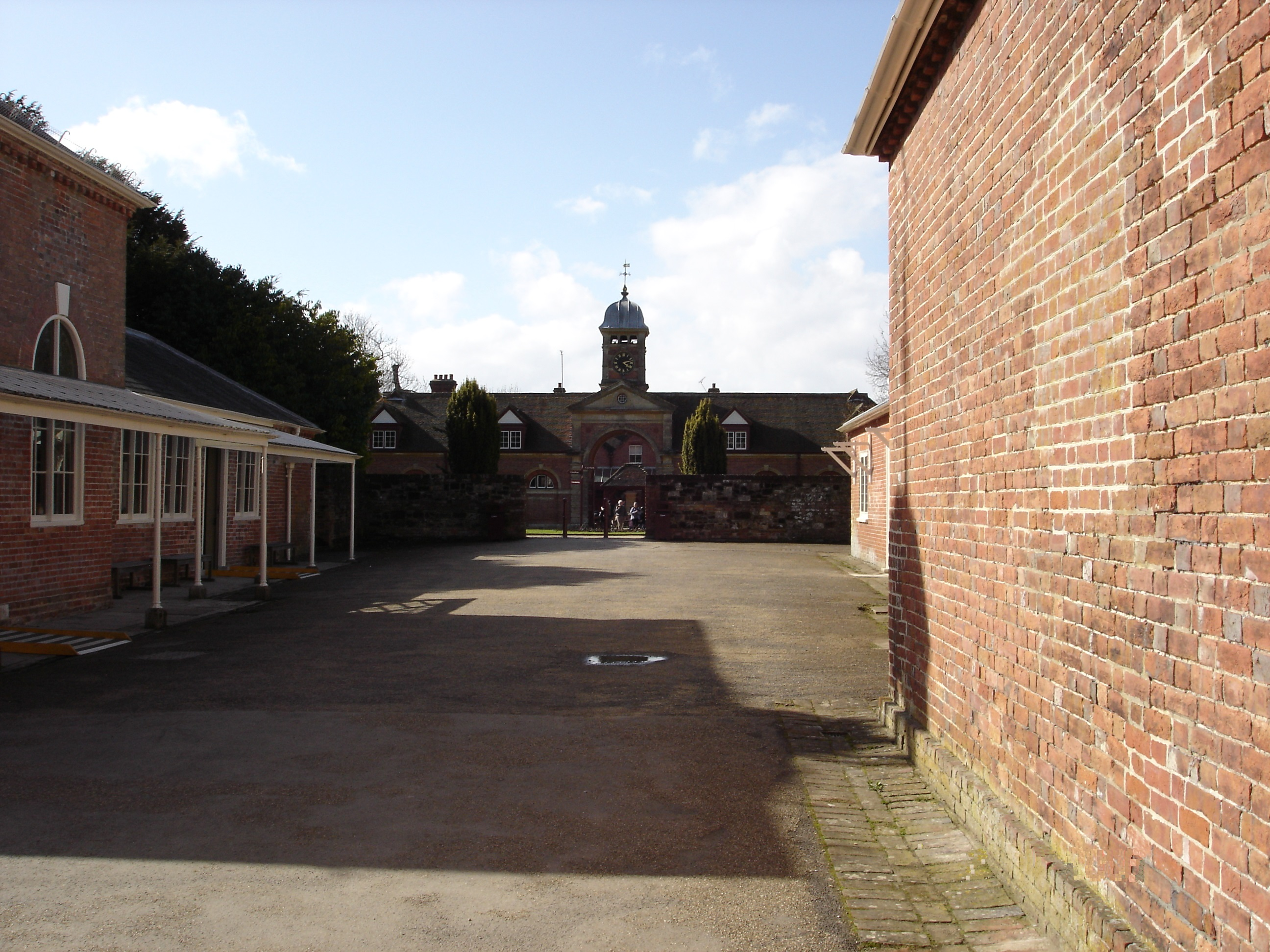
Les cuisines et les écuries.
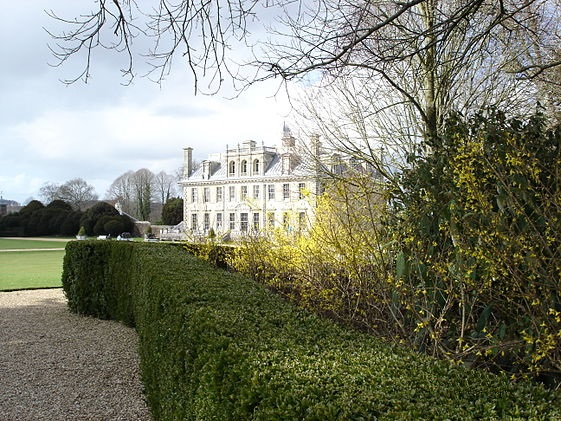
La maison vue des jardins.
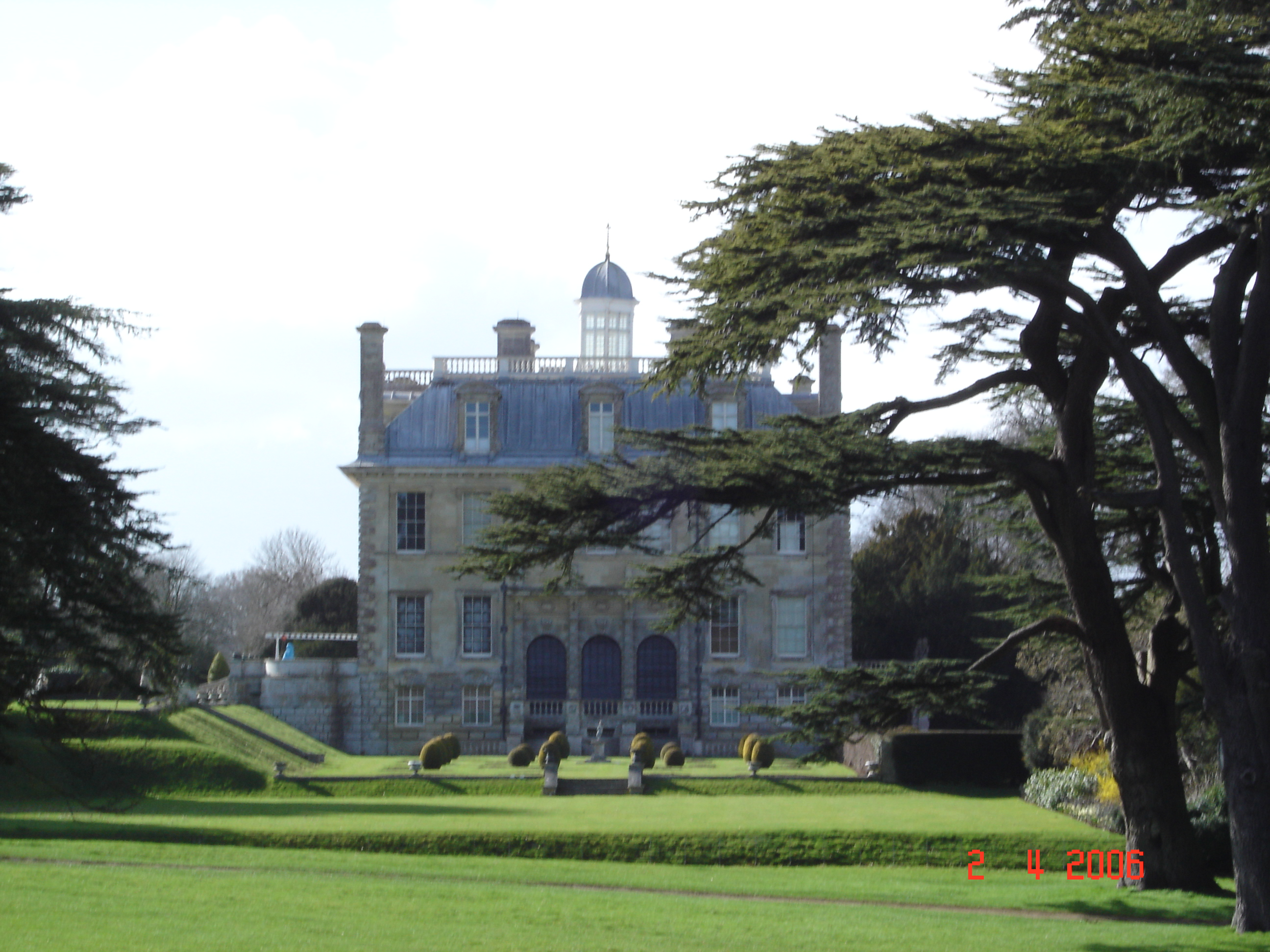
La façade Est de la maison.
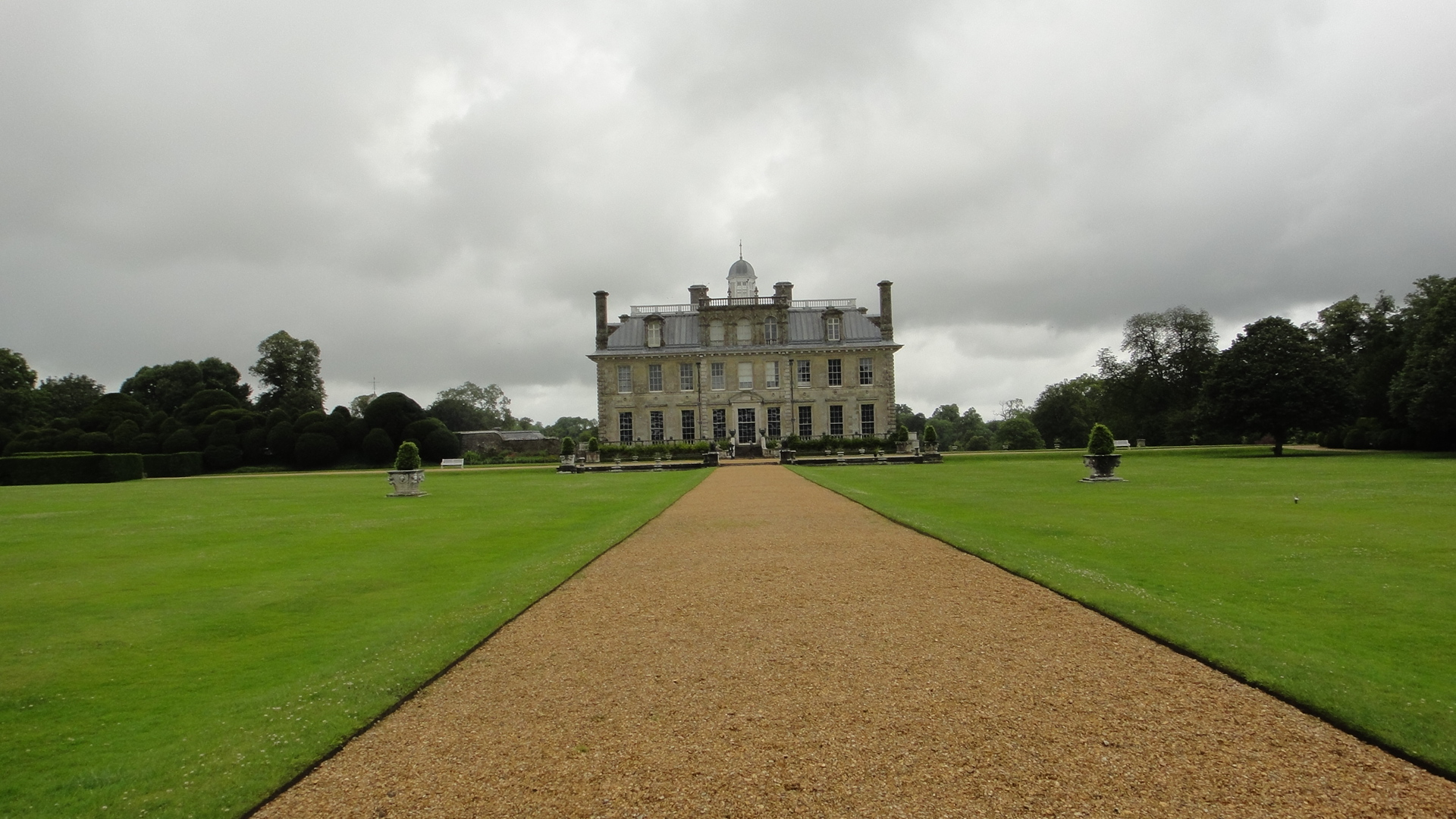
La maison vue du parc.